# عشاء الدولة

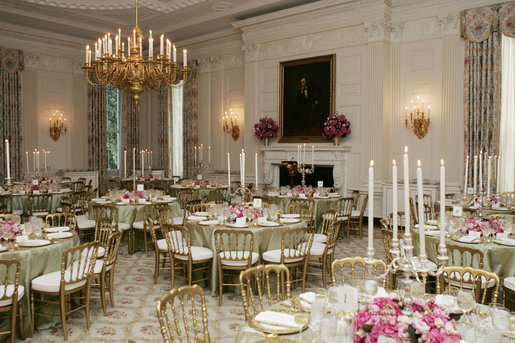

عشاء الدولة أو المأدبة الرسمية أو مأدبة الغداء الرسمية هو طعام رسمي، وعادة ما يستضيفه رئيس الدولة في مقر إقامته الرسمي ويستضيف فيه رئيسَ دولةٍ آخر، أو في بعض الأحيان رئيس الحكومة، والضيوف الآخرين. تُعقد عادةً كجزء من زيارة دولة أو مؤتمر دبلوماسي، من أجل تجديد العلاقات الدبلوماسية بين الدول الضيفة والدول المضيفة والاحتفال بهذه العلاقات. يختلف حجمها، وقد تصل أعداد حضور العشاء إلى المئات.
في العديد من البلدان حول العالم، هناك عدد من القواعد المختلفة المحكومة بالبروتوكول. تتألف حفلات العشاء الحكومية غالبًا على سبيل المثال لا الحصر، من لباس رسمي وربطة عنق سوداء أو ربطة عنق بيضاء، وحراس شرف عسكريين، ووجبة من أربعة أو خمس اجزاء، وترفيه موسيقي، ورقص. توجد عادةً خطابات قصيرة، ونخب يقدمه المضيف والضيف الرئيسي.

## التاريخ
منذ عدة قرون، جعلت صعوبات السفر والمخاوف بشأن الأمن اللقاءَ بين الملوك الحاكمة قليلًا، وإذا ما حصل اللقاء في مكانٍ به مرافق كافية، فقد كان يُحتفل به مع وليمة فخمة خاصة على النمط السائد. كانت مأدبة الملوك الخمسة في لندن عام 1363 حدثًا استثنائيًا، حيث جُمِع ملوك إنجلترا واسكتلندا وفرنسا والدنمارك وقبرص.
كما هو الحال في العشاء الأصغر في المحكمة، كان عدد الضيوف على العشاء كبيرًا في أغلب الأحيان، وكان يجلس الضيفُ الأهم على طاولة منفصلة، وغالبًا ما تكون مرتفعة عن باقي الطاولات، وربما يأكلون طعامًا مختلفًا. احتفلت العديد من المآدب الرسمية بزفاف ملكي، الذي كان يتضمن في كثير من الأحيان أميرة أجنبية كعروسٍ، وكانت من الأحداث الدبلوماسية الكبرى. وكانت وليمة التتويج فخمة أيضا. خلال عصر النهضة، ضبطت إيطاليا أسلوب المآدب لبقية أوروبا، ولكن عندما أصبح الشكل معيارًا في أوروبا خلال عصر الباروك، وضعت المحكمة الفرنسية في عهد لويس الرابع عشر المعايير في معظم النواحي.
من السمات المميزة لمآدب النظام القديم الفرنسي، مثل أكثر الأنماط رسميةً للوجبات الملكية العادية، هو كون عدد الضيوف الجالسين للعشاء صغير للغاية، وغالبًا ما كانوا من العائلة الملكية، وكانوا محاطين بحشد كبير من رجال الحاشية الذين يشاهدونهم فقط، قد يناديهم أحد الجالسين على الطاولة. وعدا ذلك يجب عليهم البقاء صامتين، كما هو الحال في المسرح. غالبًا ما يكون الواقفون على أرضية الغرفة من الذكور، وتراقب سيدات البلاط الملكي من صالات العرض أعلاهم. فُضِل نوع واحد من الطاولات، الطاولة التي تأخذ شكل حرف "U”، يجلس جميع الأشخاص في الجزء الخارجي من الطاولة، ويواجه كل الجالسين مركز “U”، حيث يستخدم الخدم مركزها للوقوف فيه. كانت الوجبات الرسمية للغاية التي يتناولها الملوك وعائلاتهم في الأماكن العامة سمة من سمات معظم الأنظمة الملكية، أحيانًا بضع مرات فقط في السنة، ولكن كانت العادة في فرنسا أكثر من ذلك. كان هذا الحدث مسرحيًا، وكان بمثابة دليل على الرتبة والقوة. اختفى هذا النمط من المآدب في فرنسا أثناء الثورة الفرنسية، وظهر من جديد في عهد نابليون، على الأقل رسميًا كما كان من قبل.
قدم الملك لويس فيليب الأول ملك فرنسا الطراز الحديث النموذجي لمآدب الدولة، المتكون من عدد كبير من الضيوف، ووقوف طاقم الانتظار فقط.
عندما تزوج ابنه ووريثه في مايو 1830، دعا 500 شخص إلى مأدبة في قصر فرساي، على الرغم من (أو بسبب) الأزمة الدستورية التي أدت إلى ثورة يوليو بعد أسابيع، والتي جعلته ملكًا. مثّل الضيوف في الوجبة عدة أنواع من الأشخاص المهمين بدلاً من الحاشية فقط، وظل هذا هو الحال في المآدب الحديثة.
عادة، هناك طاولة مفردة كبيرة جدًا، غالبًا ما تكون على شكل حرف "U" أو "E"، يجلس المضيف وأهم الضيوف معًا، ويمتد الضيوف الآخرون بزاوية قائمة ولكن ذلك لم يعد جاريًا في الولايات المتحدة.

## على أساس الدولة

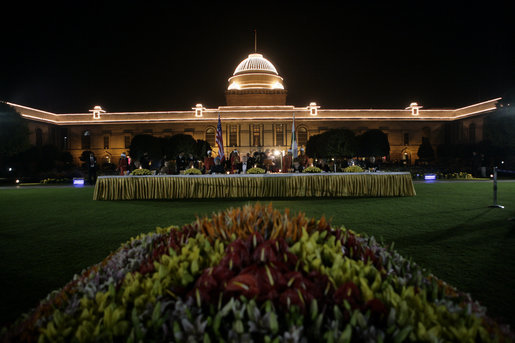
الرئيس والسيدة بوش في عشاء رسمي في نيودلهي.

### الهند
في الهند، تُقام الولائم الرسمية لرؤساء الدول والحكومات الأجنبية في راشتراباتي بهافان في نيودلهي ويستضيفها رئيس الهند. عادة ما يحضر الولائم الرسمية أكثر من مئة ضيف، بما في ذلك أعضاء في حكومة الهند مثل نائب رئيس الهند، ورئيس وزراء الهند، وأعضاء بارزين في الحزب الحاكم. رجال الأعمال الهنود والأجانب أيضا.
في بداية المأدبة الرسمية، يستقبل الرئيس الهندي الرئيس الأجنبي في قاعة الرسم الشمالية. خيمة شيدت في حديقة المغول داخل ضواحي القصر الرئاسي وهي المكان الخارجي المخصص للولائم الرسمية. خلال المساء، تضاء الحدائق بالديا الترابي (ضوء زيتي)، والأضواء الخيطية، ومزينة بالورود والرانجولي التي تصبح مشهدًا للترفيه. بعد عرض من مغنيي راجستان، تُعرض آلات الإيقاع الهندية مثل مريدانجام، الطبلة، الغطام وخانجيرا، فضلاً عن الرقصات الكلاسيكية الهندية المتنوعة كبهاراتناتام وأوديسي وكاثاك التي صُممت بعناية أمام جميع الضيوف.
داخل الخيمة، يلقي كل من الرئيس الهندي ورئيس الدولة كلمات تلقي الضوء على العلاقات الدبلوماسية الثنائية. ثم تُقدم وجبة فاخرة للضيوف من الأطباق الهندية بينما تقوم فرقة Indian Navy بتقديم الموسيقى.
تتبع الولائم الرسمية حفل وصول رسمي يحدث في راشتراباتي بهافان في وقت سابق من اليوم.

### المملكة المتحدة
في المملكة المتحدة، يستضيف الحاكم الملكي البريطاني المآدب الرسمية بصفته رئيس الدولة. تقام الولائم الرسمية في قصر باكنجهام في لندن، أو أحيانًا في قلعة وندسور في بيركشاير، في حال إقامة الزوار مع الملك.
تتسع قاعة الاحتفالات في قصر باكنغهام لنحو 170 ضيفًا، وكان ذلك العدد في مأدبة استقبال الرئيس دونالد ترامب في عام 2019. يضم الضيوف عادة العديد من العائلة المالكة، ومجموعة كبيرة من مرافقي رئيس الدولة الزائر والسياسيين البريطانيين والشخصيات البارزة في حقول أخرى، والشخصيات البارزة من البلد الضيف المقيمة في المملكة المتحدة. تُلبس ربطة العنق البيضاء.
تُستخدم طاولة مفردة، وتتميز الغرفة بعرض تقليدي للغاية «لبوفيه من الأطباق»، مع أطباق وأوانٍ كبيرة من الفضة المطلية بالذهب، لم تُستخدم من قبل، مرتبة في طبقات على «بوفيه» مغطى بالقماش أو على لوح جانبي. كان هناك ثلاثة منها في عام 2019 لصالح الرئيس ترامب.
تنظيم عشاء الدولة يقع عادة على كبير الخدم. تبدأ الاستعدادات للولائم الرسمية قبل أشهر من خطة الجلوس النهائية التي يؤكدها كل من الملكة ووزارة الخارجية وشؤون الكومنولث. عادة ما تقام الولائم الرسمية لرؤساء الدول الزائرين وتتسم بالتفصيل الشديد: تتكون الوجبة من أربع دورات، وهي: الأسماك، وتُستخدم كطبق رئيسي، والحلوى و (الفواكه والقهوة وبيتيت فورس)، وتُستخدم قطع جورج الرابع التي عمرها 200 عام المذهبة لتناول الطعام. يحتوي كل مكان على ستة أكواب (للمياه والنبيذ الأحمر والأبيض ونبيذ الحلوى والشمبانيا ونبيذ البورت) ونحو عشرات القطع من السكاكين. تختار الملكة القائمة من بين أربع خيارات يقدمها الطهاة الملكيون. تُقدم المشروبات الكحولية من سرداب نبيذ الحكومة، في حين يُعد الطعام من قبل الطهاة الملكيين. تبدأ الاستعدادات في المطابخ الملكية في أقرب وقت ممكن لضمان كون الطعام طازجًا: يٌعد كل طبق باليد من نقطة الصفر. قبل بدء العشاء، تُفحص جميع الطاولات والإعدادات والموسيقى والزهور وتُمنح الموافقة شخصية من الملكة.
الاجراءات الملكية صارمة بشكل عام ولكن هذا قد قل خلال السنوات الأخيرة. تفحص وزارة الخارجية جميع الخطب التي تُقرأ وتعدلها عند الضرورة. يتبادل الطرفان الهدايا.